# Oliver Sorg
Oliver Sorg (Engen, 29 de mayo de 1990) es un futbolista alemán que juega en la demarcación de defensa para el F. C. 03 Radolfzell de la Landesliga, donde también ejerce de entrenador.

## Selección nacional
Tras jugar en la selección de fútbol sub-21 de Alemania, finalmente el 13 de mayo de 2014 debutó con la selección absoluta en un encuentro amistoso contra Polonia que finalizó con un resultado de empate a cero.

## Clubes
| Club                | País     | Año       | Partidos | Goles |
| ------------------- | -------- | --------- | -------- | ----- |
| S. C. Friburgo II   | Alemania | 2009-2012 | 68       | 1     |
| S. C. Friburgo      | Alemania | 2012-2015 | 119      | 3     |
| Hannover 96         | Alemania | 2015-2019 | 91       | 0     |
| 1. F. C. Núremberg  | Alemania | 2019-2021 | 36       | 0     |
| F. C. 03 Radolfzell | Alemania | 2022-2023 | 2        | 0     |